# Hacsiszuka család

A Hacsiszuka család monja

A Hacsiszuka család (蜂須賀氏; Hepburn: Hachisuka-shi) japán daimjócsalád volt. Az Asikagák leszármazottaiként Szeiva japán császárhoz vezették vissza vérvonalukat.

## Története
Asikaga Ieudzsi vette fel először a Siba nevet, utódai Ecsizen, Ovari és más tartományok sugói voltak. Siba Takacune telepedett le először a Mino és Ovari tartományok határán található Hacsiszukában és felvette a hely nevét. A család az Odákat szolgálta, és családfője, Hacsiszuka Maszakacu fontos szerepet játszott Oda Nobunaga több győzelmében. Később Tojotomi Hidejosinak fogadott hűséget, amiért 10 000 kokus birtokot kapott. Részt vett Sikoku inváziójában, és megkapta Ava tartományt. A szekigaharai csatában Tokugava Iejaszut támogatták, aki nekik adta a 256 000 koku bevétellel bíró Tokusima hant, amit tozama daimjóként igazgattak ezután. Ezt az elkövetkező háromszáz évben a család irányította, ami ritkának számított az Edo-korban.
Az Edo-korban a 11. sógun, Tokugava Ienari fia, Hacsiszuka Narihiro lett a család örököse. A Bosin-háború idején a család a császár oldalára állt, és katonákat küldött északra, valamint Edóba. Az Inada lázadás egy év múlva komoly belső törést okozott. 1873-ban a hanrendszert megszüntették, a család pedig a kazoku nemességi rend részévé vált.

## Fordítás
- Ez a szócikk részben vagy egészben  a   Hachisuka clan című angol Wikipédia-szócikk ezen változatának fordításán alapul.  Az eredeti cikk szerkesztőit annak laptörténete sorolja fel. Ez a jelzés csupán a megfogalmazás eredetét és a szerzői jogokat jelzi, nem szolgál a cikkben szereplő információk forrásmegjelöléseként.